# 대한민국 민법 제705조
대한민국 민법 제705조는 금전출자지체의 책임에 대한 민법 채권법의 조문이다.

## 조문
제705조(금전출자지체의 책임) 금전을 출자의 목적으로 한 조합원이 출자시기를 지체한 때에는 연체이자를 지급하는 외에 손해를 배상하여야 한다.

第705條(金錢出資遲滯의 責任) 金錢을 出資의 目的으로 한 組合員이 出資時期를 遲滯한 때에는 延滯利子를 支給하는 外에 損害를 賠償하여야 한다.

## 비교 조문
일본민법 제669조 금전을 출자의 목적으로 한 경우에 있어서 조합원이 그 출자를 하는 것을 게을리 한 때에는 그 이자를 지불하는 외에 손해의 배상을 하여야 한다.

## 참고 문헌
- 오현수, 일본민법, 진원사, 2014. ISBN 9788963463452
- 오세경, 대법전, 법전출판사, 2014 ISBN 9788926210277
- 이준현, LOGOS 민법 조문판례집, 미래가치, 2015. ISBN 9791155020869

## 같이 보기
- 조합